# Lac Zoccolo
Le lac Zoccolo (en allemand : Zoggler Stausee) est un lac artificiel situé juste en amont du village de Santa Valburga, dans le val d'Ultimo, une vallée qui commence près de Lana, dans le Haut-Adige. 

## Géographie
Le lac Zoccolo est le plus grand réservoir du val d'Ultimo. 
Près du lac, une route mène aux stations de ski de Schwemmalm. De plus, d'autres chemins bifurquent vers le lac de Quaira et les lacs Covolo. 

Au-dessus du lac, où le fleuve Valsura se jette dans le bassin, se trouve Pracupola. 

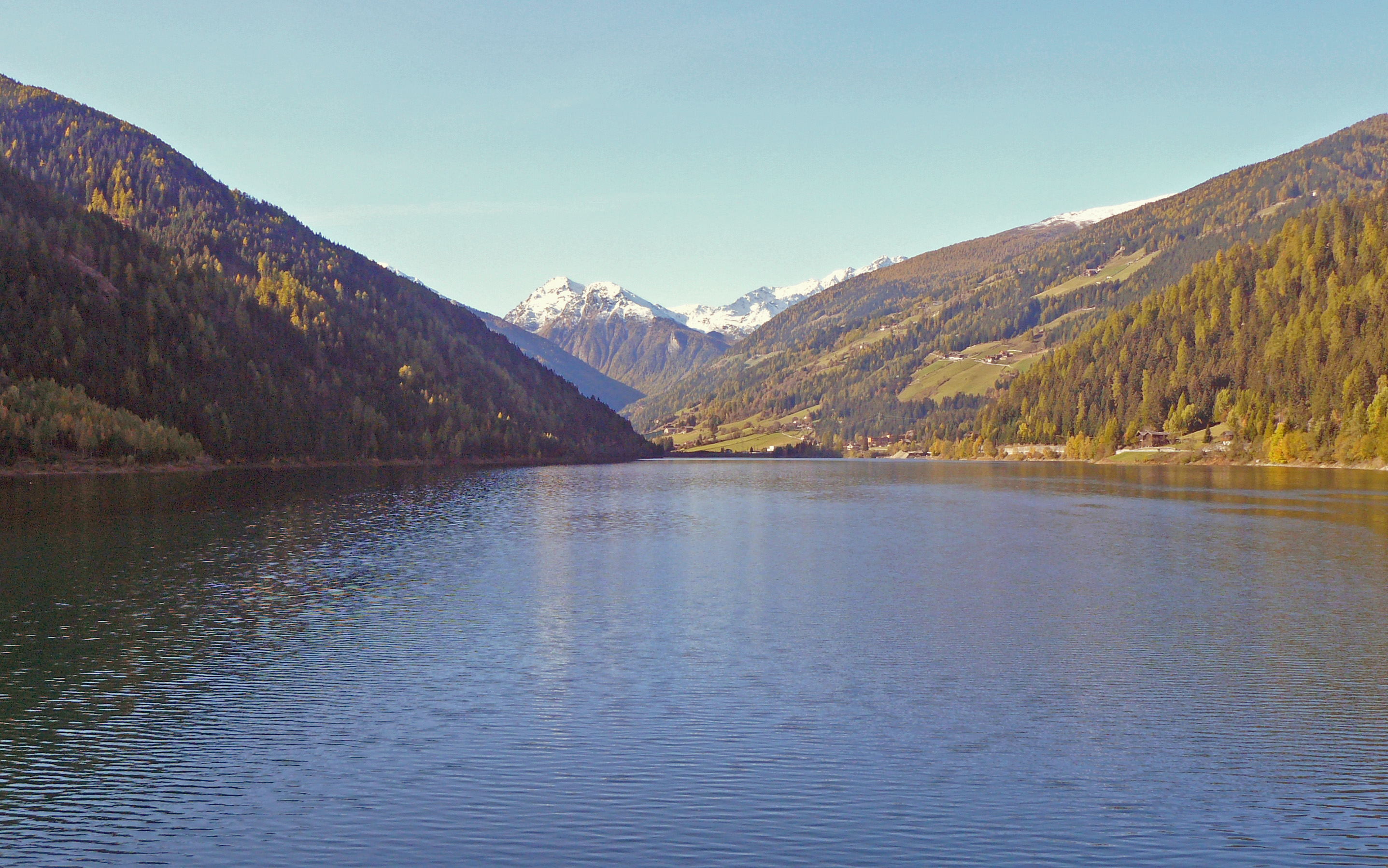
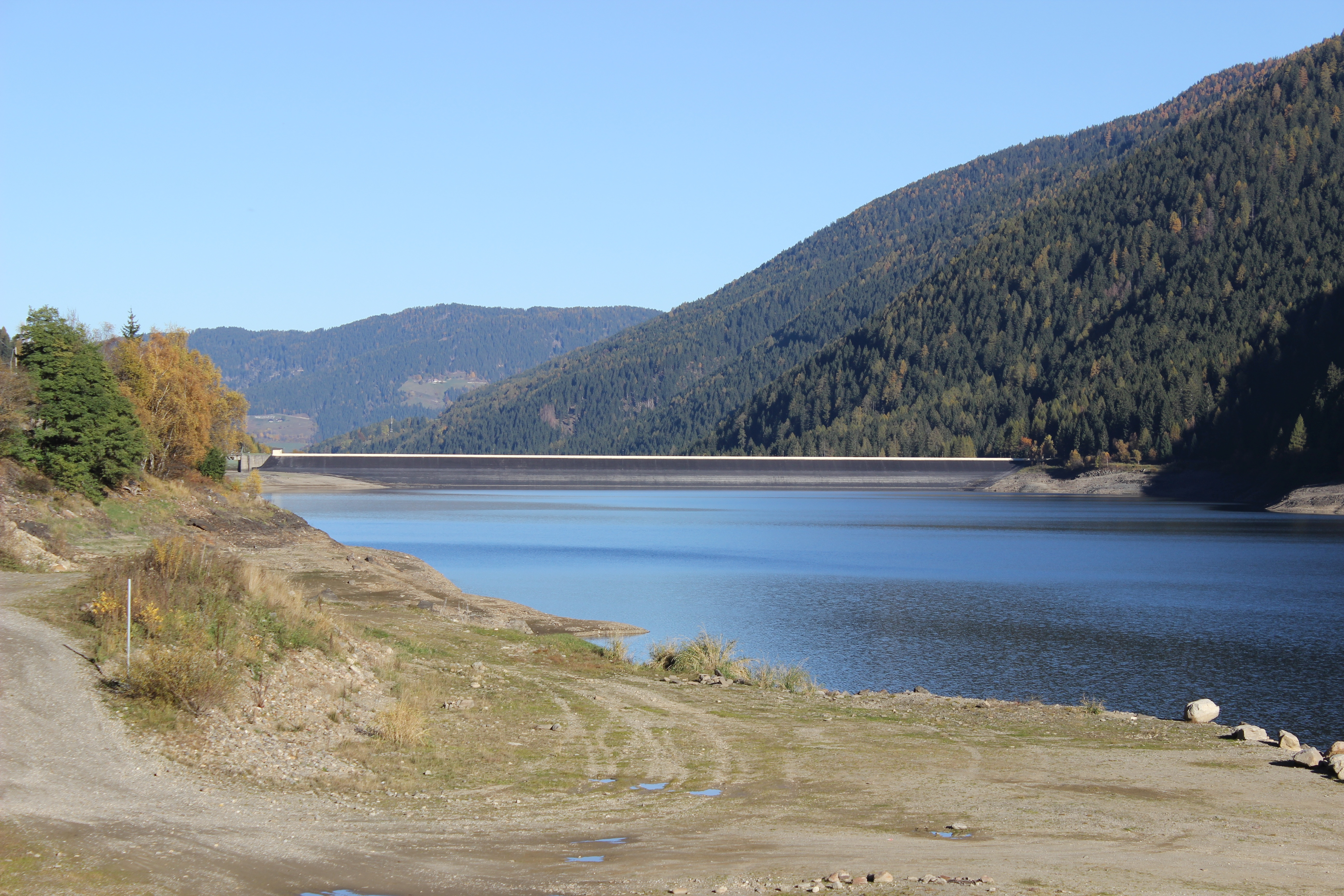

## Pêche
Le lac abrite plusieurs espèces de poissons, notamment la truite arc-en-ciel, l'omble de fontaine, la truite brune, l'omble chevalier et la truite marbrée. Ces dernières n’existent plus en abondance puisque le lac a été drainé en 1988. Il est possible de pêcher uniquement après avoir acheté le permis quotidien sur place. 

## Plongée
Ce bassin est souvent utilisé par les écoles de plongée du Tyrol du Sud pour des cours et des journées consacrés à la plongée. 

## La centrale hydroélectrique
La centrale hydroélectrique liée au lac a été construite en aval, sur les bords du lac d'Alborelo, entre 1957 et 1963, à l'instar de nombreux barrages du Tyrol du Sud. Le val d'Ultimo a fait l'objet d'un gros travail pour la construction de différents bassins. 
Pour la construction du lac, certaines fermes ont disparu sous les eaux. 
Le barrage a une capacité de 7,60 m3/s et a un saut de 730 mètres.

## La course des fermes
Depuis 2004, traditionnellement autour des rives du lac, la course des fermes (Ultner Höfelauf) est réalisée.

Panorama depuis le barrage.